# ستاد هيئة قناة السويس
هو استاد في محافظة الإسماعيلية بمصر ويسعد حوالي 21 الف متفرج

## ملخص
استكمالاً للمنظومة الرياضية التابعة لهيئة قناة السويس، انتهت أعمال إنشاء الاستاد الجديد بمحافظة الإسماعيلية ليكون بالتكامل مع منشآت الهيئة الرياضية بمثابة قرية أولمبية تلبي متطلبات النهضة الرياضية الحالية وتدعم جهود الدولة لتطوير البنية الأساسية للرياضة المصرية. بدأت الأعمال الإنشائية للاستاد في منتصف شهر يونيو 2019، وراعي المخطط العام لأعمال التصميمات الخاصة بالاستاد المواصفات والاشتراطات الدولية للفيفا  (FIFA) والاتحاد الإفريقي لكرة القدم (CAF) والإتحاد المصري لكرة القدم  (EFA).

## موقع الملعب
يقع الاستاد في محافظة الإسماعيلية، ويتبع هيئة قناة السويس، وهو أحد الملاعب التي تخدم فرق منطقة القناة، سواء في الدوري المصري الممتاز أو الدرجة الثانية.

## السعة الجماهيرية للأستاد
يستوعب الاستاد نحو 21 ألف متفرج، ما يجعله أحد أكبر الملاعب في منطقة القناة بعد استاد الإسماعيلية، كما يحتوي على مقصورة رئيسية وقاعتين لكبار الزوار "vip" بشاشات عرض، وثمان استراحات، ومصعد بانوراما ، وبه 22 بوابة.